# Стокли, Шарлотта
 Шарло́тта Сто́кли (англ. Charlotte Stokely; род. 8 августа 1986, Юта, США) — американская порноактриса.

## Карьера в порнофильмах
Выпускница школы Дирфилд-Бич Шарлотта Стокли занялась порнографией после того, как её соседка по комнате, стриптизерша из её штата, начала работать в индустрии фильмов для взрослых. Вскоре после этого Стокли пригласили позировать для порножурналов. Сначала она работала преимущественно с онлайн-студиями во Флориде. Позже она переехала в Лос-Анджелес, чтобы сниматься в видео.
С тех пор она снялась более чем в 424 фильмах и является частью движения альтернативного порно. В 2008 году она работала моделью для бренда American Apparel. В 2009 году она снялась в фильме «Чёрный динамит».
В мае 2017 года она была участницей Penthouse Pet.

## Награды и номинации
- 2006 номинация на FAME Award — Rookie Starlet of the Year[2]
- 2007 номинация на AVN Award — Лучшая новая старлетка[3]
- 2008 номинация на AVN Award — Best All-Girl Sex Scene, Video (Girls Love Girls 2) with Kimberly Kane[4]
- 2008 номинация на AVN Award — Лучшая актриса второго плана — видео (Girls Lie)[4]
- 2019 победа на AVN Award — Лесбийская исполнительница года[5][6]

## Избранная фильмография
- My Daughter’s Fucking Blackzilla 3
- Banging Blonde Bitches
- Big Booty White Girls 3
- Big White Wet Butts 5
- Bound And Gagged 20
- Cum Eating Teens 5
- Daddy’s Worst Nightmare 11
- Debbie Loves Dallas
- Giggle Spot
- Hey Boys I’m Legal 4
- Interracial POV 4
- Interracial Relations
- Knocked Out Beauties 20
- Naked Girls Tied Up Tight
- Pink Velvet